# HMS A8
HMS A8 – brytyjski okręt podwodny typu A. Zbudowany w latach 1903–1905 w Vickers w Barrow-in-Furness. Okręt został wodowany 23 stycznia 1905 roku i rozpoczął służbę w Royal Navy 8 maja 1905 roku. Pierwszym dowódcą został Lt. Algernon Henry Chester Candy. 
8 czerwca 1905 roku, dokładnie w miesiąc po wcieleniu do Royal Navy, okręt zatonął w okolicach Plymouth Sound. Z całej załogi ocalało tylko czterech marynarzy w tym dowódca Algernon Henry Chester Candy. Okręt został wydobyty i przywrócony do służby. 
W 1914 roku A8 stacjonował w Devonport przydzielony do Pierwszej Flotylli Okrętów Podwodnych (1st Submarine Flotilla) pod dowództwem Lt. Roberta N. Stopforda. 
8 października 1920 roku został sprzedany firmie Philip z Dartmouth.